# Mieczysław Pyrcz

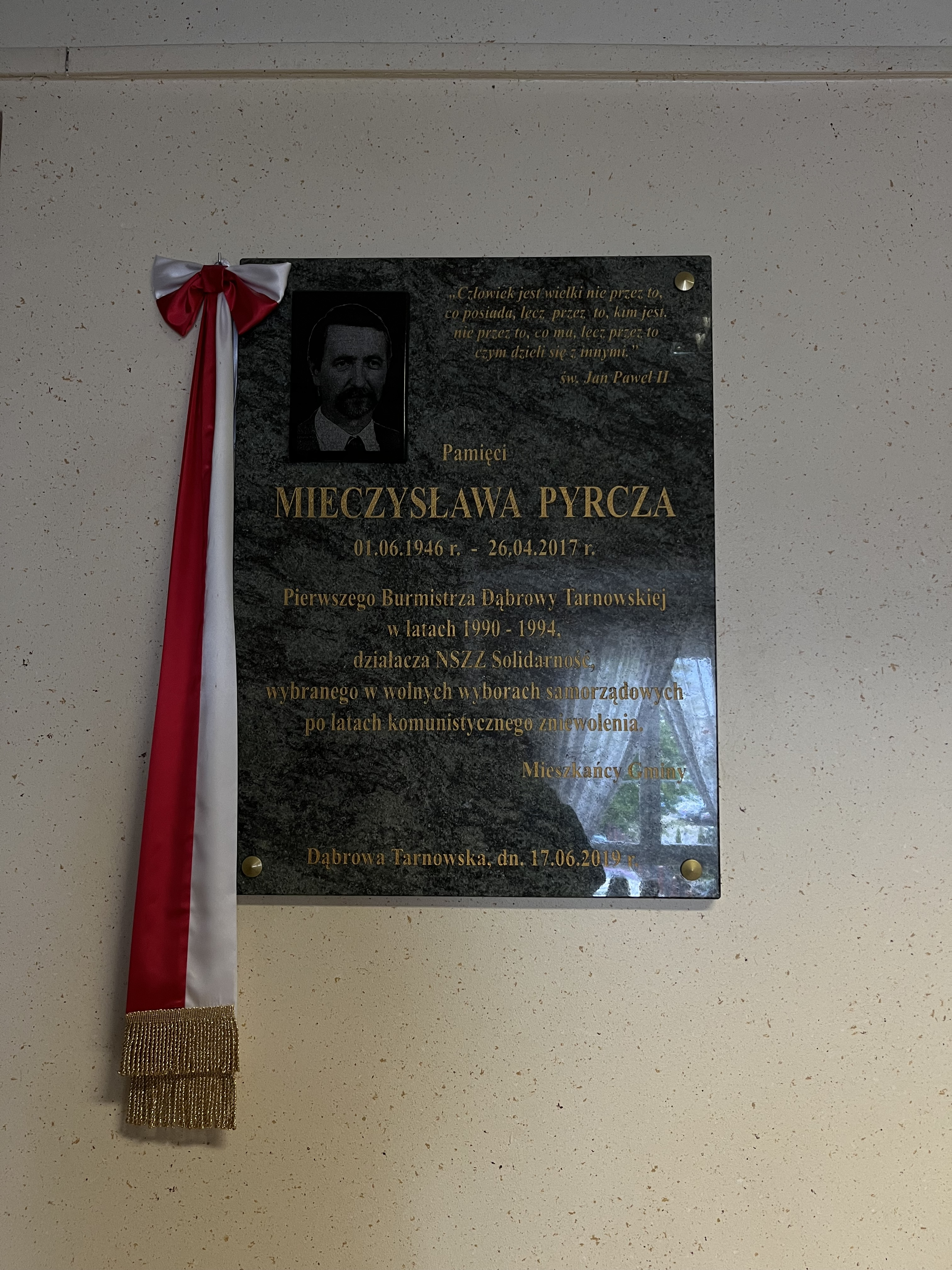
Tablica pamięci Mieczysława Pyrcza w Urzędzie Miejskim w Dąbrowie Tarnowskiej

Mieczysław Feliks Pyrcz (ur. 1 czerwca 1946 w Dynowie, zm. 26 kwietnia 2017 w Tarnowie) – polski samorządowiec, działacz opozycji w okresie PRL, burmistrz Dąbrowy Tarnowskiej w latach 1990–1994.

## Życiorys
Syn Jana i Heleny. W 1964 ukończył Liceum Ogólnokształcące w Dynowie. W 1966 został członkiem Zjednoczonego Stronnictwa Ludowego. Studiował na Wyższej Szkole Rolniczej w Krakowie, gdzie w marcu 1968 współorganizował strajk okupacyjny, za co został relegowany z uczelni. 
W latach 1971–1973 był kierownikiem biura PTTK w Dąbrowie Tarnowskiej, w latach 1973–1990 był zastępcą dyrektora PZU w Dąbrowie Tarnowskiej. Od września 1980 był członkiem Solidarności, od marca 1981 był przewodniczącym Międzyzakładowej Komisji Związkowej "S" w Dąbrowie Tarnowskiej. W stanie wojennym zatrzymany, za noszenie znaczka Solidarności. W 1984 dwukrotnie zatrzymywany i przetrzymywany w Wojewódzkim Urzędzie Spraw Wewnętrznych w Tarnowie, gdzie w prosteście odmawiał przyjmowania posiłków.
W 1989 został wiceprzewodniczącym Komitetu Obywatelskiego "Solidarność" w Dąbrowie Tarnowskiej. W 1990 został miejskim radnym z listy KO "S", rada miejska w Dąbrowie Tarnowskiej wybrała go również burmistrzem Dąbrowy Tarnowskiej. Po zakończeniu kadencji pracował w dąbrowskim PZU. Pisał również dla lokalnego pisma "Żyjmy Ewangelią". W 2008 przeszedł na emeryturę. Zmarł 26 kwietnia 2017, został pochowany na cmentarzu parafialnym w Dąbrowie Tarnowskiej

## Odznaczenia i wyróżnienia
- Medal „Niezłomnym w słowie”[4]
- Medal "Dei Regno Servire"[4]
- Tytuł "Zasłużony dla Gminy Dąbrowa Tarnowska" (2015)[4][5]

## Życie prywatne
Był żonaty, miał ośmioro dzieci